# Луна команчей
«Луна команчей» (англ. Comanche Moon) — трёхсерийный телевизионный фильм режиссёра Саймона Уинсера, вышедший на экраны в 2008 году. Экранизация одноимённого романа Ларри Макмертри из цикла «Одинокий голубь». Фильм получил премию «Молодой актёр» за лучшую роль второго плана в телефильме или мини-сериале (Джозеф Кастанон), а также номинировался на 5 премий «Эмми»: за лучшие костюмы, грим, звуковой монтаж, сведение звука и визуальные эффекты в мини-сериале или телефильме.

## Сюжет
Техас, 1858 год. Группа рейнджеров под командованием капитана Скалла преследует индейца-конокрада, терроризирующего всю округу. После того, как однажды ночью неуловимый команч уводит любимого коня капитана, тот решает один пешком отправиться за ним в погоню. Скалл назначает Гаса Макрэя и Вудро Колла своими заместителями и капитанами, приказав им отвести отряд обратно в Остин. Увлечённый погоней за конокрадом, Скалл оказывается в горах соседней Мексики, где попадает в плен к главарю местной банды Ахумадо — суеверному садисту, держащему своих пленников в ямах или в подвешенных к скале деревянных клетках. 
Вернувшиеся домой рейнджеры получают от губернатора приказ разыскать и вернуть своего командира. Захватив с собой своих верных соратников Пи Паркера и Билла Коулмена, а также чёрного скаута Джошуа Дитца и проводника-индейца Знаменитые Мокасины, друзья отправляются к мексиканской границе. Но им не суждено вступить в схватку с коварным бандитом, так как Провидение само наказывает жестокого Ахумадо — сначала с помощью ядовитого паука, а затем — крупного и агрессивного попугая. Освободив из ямы завшивевшего и едва не потерявшего рассудок Скалла, рейнджеры с триумфом возвращаются домой, где Гасу приходится отбиваться от домогательств властной супруги капитана Инес…
Тем временем вождь Бизоний Горб, изгнав из племени непослушного сына Голубую Утку и вознамерившись отомстить за вероломное убийство техасскими властями индейских послов, предпринимает опустошительный рейд на города, посёлки и фермы поселенцев, жертвами которого становятся мирные жители и их семьи, включая невесту Билла Перл, обесчещенную команчами.
Параллельно развиваются любовные линии между любвеобильным, но безрассудным Гасом и принципиальной Кларой Форсайт, предпочитающей вступить в брак с более надёжным Бобом Алленом, и между честолюбивым, но нерешительным Вудро и бывшей проституткой Мэгги, внебрачного сына от которой рейнджер упорно не желает признавать…
В третьей серии действие переносится в 1865 год. Гражданская война Севера против Юга окончена, и поседевший и получивший за боевые заслуги генеральские эполеты Скалл оседает в далёком Бостоне. Сплавив развратную Инес на Кубу надзирать за тамошними плантациями, он решительно отвергает предложение президента Джонсона стать губернатором Техаса, предпочитая заниматься на старости лет мирной энтомологией.
Овдовевший и разочарованный новыми властями и их порядками Гас тепло встречает в Остине осевшую и заведшую крепкое хозяйство в Небраске Клару. Отвергнутую Вудро Мэгги сводит в могилу туберкулёз, и отряд рейнджеров берёт на воспитание осиротевшего Ньюта.  
Состарившийся вождь команчей Бизоний Горб безуспешно пытается укротить своего изгнанного из племени сына Голубую Утку, по-прежнему грабящего караваны и фермы бледнолицых. Чувствуя своё бессилие и сокрушаясь о судьбе своего вымирающего народа, он решается умереть в прерии в одиночестве и, сев в полном боевом облачении на коня, отправляется навстречу судьбе. Но выследивший Бизоньего Горба с помощью своих лазутчиков Голубая Утка вероломно убивает отца его собственным копьём, а опоздавшему к месту трагедии разъезду рейнджеров остаётся лишь похоронить отважного вождя…

## В ролях
- Стив Зан — капитан Огастас (Гас) Маккрэй
- Карл Урбан — капитан Вудро Колл
- Вэл Килмер — капитан Айниш Скалл
- Линда Карделлини — Клара Форсайт
- Элизабет Бэнкс — Мэгги
- Джеймс Ребхорн — губернатор Элайша Пиз
- Райан Мерриман — Джейк Спун
- Кит Робинсон — Джошуа Диц
- Рэй Маккиннон — Билл Коулмен
- Мелани Лински — Перл Коулмен
- Рэйчел Гриффитс — Инес Скалл
- Уэс Стьюди — вождь Бизоний Горб
- Адам Бич — Голубая Утка
- Август Шелленберг — вождь Айдахи
- Трой Бейкер — Пи Паркер
- Дэвид Мидтандер — Знаменитые Мокасины
- Сэл Лопес — Ахумадо
- Джош Барри — Боб Аллен
- Джозеф Кастанон — Ньют
- Джонатан Джосс — Брыкающийся Волк (в 2 эпизодах)